# Communauté de communes de la Région de Mourmelon
La Communauté de communes de la Région de Mourmelon (CCRM) est une ancienne intercommunalité de la Marne.

## Historique
La communauté de communes est créée le 31 décembre 2001.
Contrairement aux prévisions du schéma départemental de coopération intercommunale (SDCI) de la Marne du 30 mars 2016, qui prévoyait la création d'une CC issue de la fusion avec la communauté de communes de Suippe et Vesle, elle fusionne le 1er janvier 2017 avec la  communauté d'agglomération de Châlons-en-Champagne.

## Administration

### Liste des présidents
| Période | Période       | Identité       | Étiquette | Qualité                     |
| ------- | ------------- | -------------- | --------- | --------------------------- |
| ?       | décembre 2016 | Fabrice Loncol |           | maire de Mourmelon-le-Grand |

### Siège
1 rue du Maréchal Leclerc, 51400 Mourmelon-le-Grand

## Composition
Elle était composée de 8 communes, dont la principale est Mourmelon-le-Grand.
| Nom                        | Code Insee | Gentilé       | Superficie (km2) | Population (dernière pop. légale) | Densité (hab./km2) |
| -------------------------- | ---------- | ------------- | ---------------- | --------------------------------- | ------------------ |
| Mourmelon-le-Grand (siège) | 51388      | Mourmelonnais | 23,21            | 5 379 (2014)                      | 232                |
| Baconnes                   | 51031      | Baconnais     | 20,86            | 283 (2014)                        | 14                 |
| Bouy                       | 51078      | Busons        | 22,46            | 540 (2014)                        | 24                 |
| Dampierre-au-Temple        | 51205      | Dampierrois   | 10,26            | 265 (2014)                        | 26                 |
| Livry-Louvercy             | 51326      | Lilouverciens | 30,74            | 1 107 (2014)                      | 36                 |
| Mourmelon-le-Petit         | 51389      | Mourmelonnais | 12,19            | 789 (2014)                        | 65                 |
| Saint-Hilaire-au-Temple    | 51485      |               | 6,15             | 324 (2014)                        | 53                 |
| Vadenay                    | 51587      | Vadenots      | 19,65            | 253 (2014)                        | 13                 |

## Compétences
Nombre total de compétences exercées en 2016 : 18.